# Páez (Boyacá)
Páez es un municipio colombiano, ubicado en la Provincia de Lengupá del departamento de Boyacá. Dista 118 km a la ciudad de Tunja, capital del departamento.

## Toponimia

### Origen lingüístico[3]
- Familia lingüística: Indoeuropea
- Lengua:

### Significado
Páez es una expresión patronímica de pelayo, nombre que representa a los "descendientes de un mismo padre o antecesor". Pelayo proviene de la voz latina pelagius y de la expresión griega pelagios que significa “marino, hombre de mar, quien pertenece al piélago, al mar, al océano”.

### Origen / Motivación
Tomó su nombre en memoria del prócer de la independencia venezolana y general José Antonio Páez. A mediados del siglo XIX el municipio era conocido como La Fragua. Al parecer, en este poblado existieron fogones para caldear metales y una fábrica de herraduras para cabalgadura.

### Nombres históricos
- La Fragua (mitad del siglo XIX)

## Historia
El municipio de Páez fue fundado mediante la ordenanza 38 del 30 de noviembre de 1962 y entonces suscrita por el presidente de la Asamblea doctor Guillermo Peña Páez.

## Geografía
El municipio de Páez tiene una extensión de 443 km². Su territorio es montañoso y entre los accidentes geográficos se destacan las cuchillas de Gurupera, La Viola, Cantor y El Palmichal.
Páez, entonces, está ubicado en la estribación oriental de la Cordillera Oriental, sobre una pendiente ladera muy próxima a las márgenes orientales del río Lengupá, que por el occidente lo separan de Miraflores, y a no muchos kilómetros del río Upía, que circunda su vecindario por el costado oriental, edificado sobre la serranía que separa estas dos vertientes. Su cabecera está localizada a los 5° 06' de latitud norte y a los 73° 03' de longitud al oeste del meridiano de Greenwich. Su altura media es de 1300 metros sobre el nivel del mar y su temperatura media es de 23 °C.
Páez está rodeado por formaciones montañosas características de la cordillera Oriental, y más específicamente el piedemonte llanero. La distribución y combinación de los elementos y los factores contribuyentes a determinar los tipos de vegetación, suelos, erosión, los regímenes hidrológicos y en general las condiciones para las actividades socioeconómicas que se desarrollan en el área del municipio.

### Límites municipales
Páez está delimitado por Casanare al este y sur, y el resto por municipios de su departamento:
| Noroeste: Berbeo y San Eduardo    | Norte: Aquitania                                  | Nordeste: Chámeza ( Casanare) (Río Upía) |
| Oeste: Miraflores                 |                                                   | Este: Tauramena ( Casanare)              |
| Suroeste: Campohermoso (Río Upía) | Sur: San Luis de Gaceno y Sabanalarga ( Casanare) | Sureste: Monterrey ( Casanare)           |

## División Político-Administrativa
Además de su Cabecera municipal. Páez tiene bajo su jurisdicción los siguientes Veredas:
- Sector Páez: Pan de Azúcar, Yamunta, Capaga, Yamuntica, Mincho, Centro, Oso, Muchilero, Caracoles Alto, Caracoles Bajo, Yapompo, Loma Alta, El Tunjo, Guadual, Salitre, Colombia Chiquita, Cortaderal
- Sector Sirasi: Porvenir, Sirasi, Yagueme, Chirire
- Sector Ururía: Guamal, California, Ceibal, Agua Blanca, Algarrobo, Ururía, Canales, Santa Rita, Paraíso